# 安提瓜和巴布达
安提瓜和巴布达（英語：Antigua and Barbuda）是中美洲的一个岛国，位于加勒比海和大西洋之间，往南邻近法属瓜德罗普，西南方向靠近英属蒙特塞拉特，西面则为圣基茨和尼维斯，其國際代碼為AG。安提瓜和巴布达有两个主要的岛屿，分别是安提瓜岛和巴布达岛，还有一些更小的岛屿。安提瓜和巴布达是背风群岛的一部分。
安提瓜和巴布达是世界上人口最少的国家之一。根据2021年数据，安巴共有人口9.9万，绝大多数为非裔。英语为官方语言和通用语。多数居民信奉基督教。

## 历史
最早在安提瓜岛和巴布达岛定居的人是西波內人（Ciboney），他们早在前25世纪就已经在这里居住了。后来阿拉瓦人把他们排挤掉了。好战的加勒比人后来虽然占据了安提瓜和巴布达周围的岛屿，但没有占据这两个岛。
1493年克里斯托弗·哥伦布在他的第二次新世界航行中在安提瓜登陆，他以巴利亞多利德古老的聖瑪麗亞教堂将这个岛命名为古老的圣玛丽亚（西班牙語：Santa María La Antigua）。但西班牙并没有在此殖民，因为安提瓜岛缺乏淡水，还有好战的加勒比人。从1632年开始英国人攻占安提瓜岛，1634年攻占邻近的巴布达岛。
1939年安提瓜商工会组成。1946年从这个工会中演变出的安提瓜工党参加竞选。从1951年工党成为长期的执政党，直到2004年大选联合进步党获胜。联合进步党执政到2014年，工党当年再次夺回政权。
1981年安提瓜和巴布达成为英聯邦王國中的一个独立国家，国家元首是安提瓜和巴布达君主。

## 地理
| 巴布達島 安地卡島 雷東達島 加勒比海 安地卡及巴布達 |

安提瓜和巴布达由一些岛屿组成，其中安提瓜岛是最大的（281平方公里），为火山岛，地势低平；巴布达岛其次（161平方公里），为珊瑚岛。这些岛一般都相当低，全国最高点奥巴马峰（Mount Obama），海拔只有402米。
属热带草原气候，年均气温27℃，年均降水量1100毫米。

## 行政区划
安提瓜岛分為六个教區（Parish），及巴布達島和雷东达岛兩個属地。
| - 1 聖喬治 - 2 聖約翰 - 3 聖瑪丽 | - 4 聖保羅 - 5 聖彼得 - 6 聖菲利普 |  |

## 政治
安提瓜和巴布达是英聯邦王國的成员，国家元首是安提瓜和巴布达君主查爾斯三世。總督是君主島上的代表，並無實權。
安提瓜和巴布达行兩院制議會制，國會下院的17名成员由选举產生。安提瓜和巴布達總理作為政府首腦，一般是下院的多数党黨魁，他和他的內閣成员一起管理国家。上院的17名成员是由总督提名任命（一般在与总理和反对党黨魁协商后），權力也較少。选举每5年一次，但总理可以随时要求解散國會並提前大選。
安提瓜和巴布达有多个党派，它们之间的斗争往往很激烈。反对党指责多数党利用它多年执政的資源優勢来取得更有利的选举结果。
安提瓜和巴布达的宪法保障言论、出版、信仰、行动和结社的自由。它的法系主要是基于普通法。

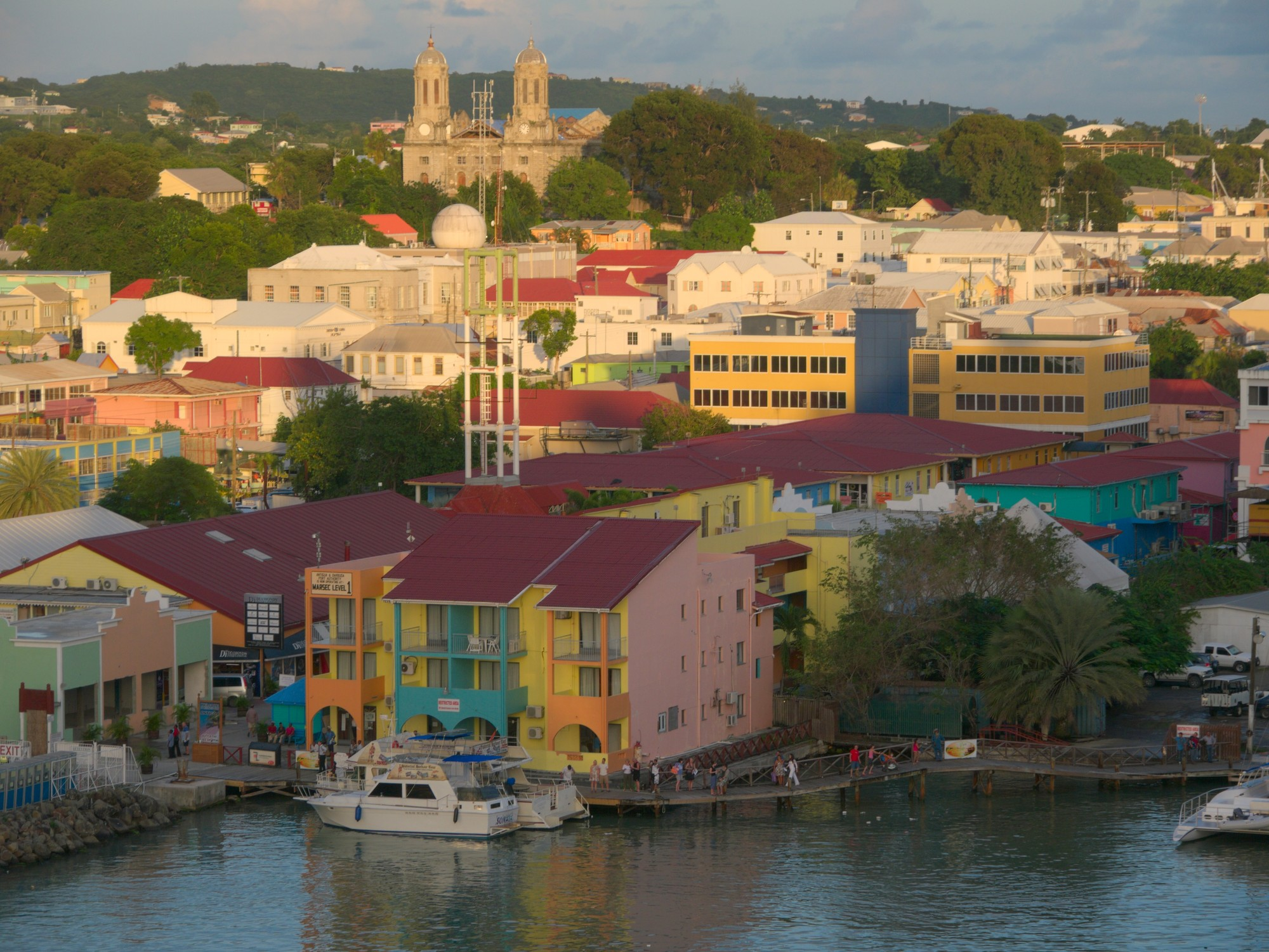
主城區
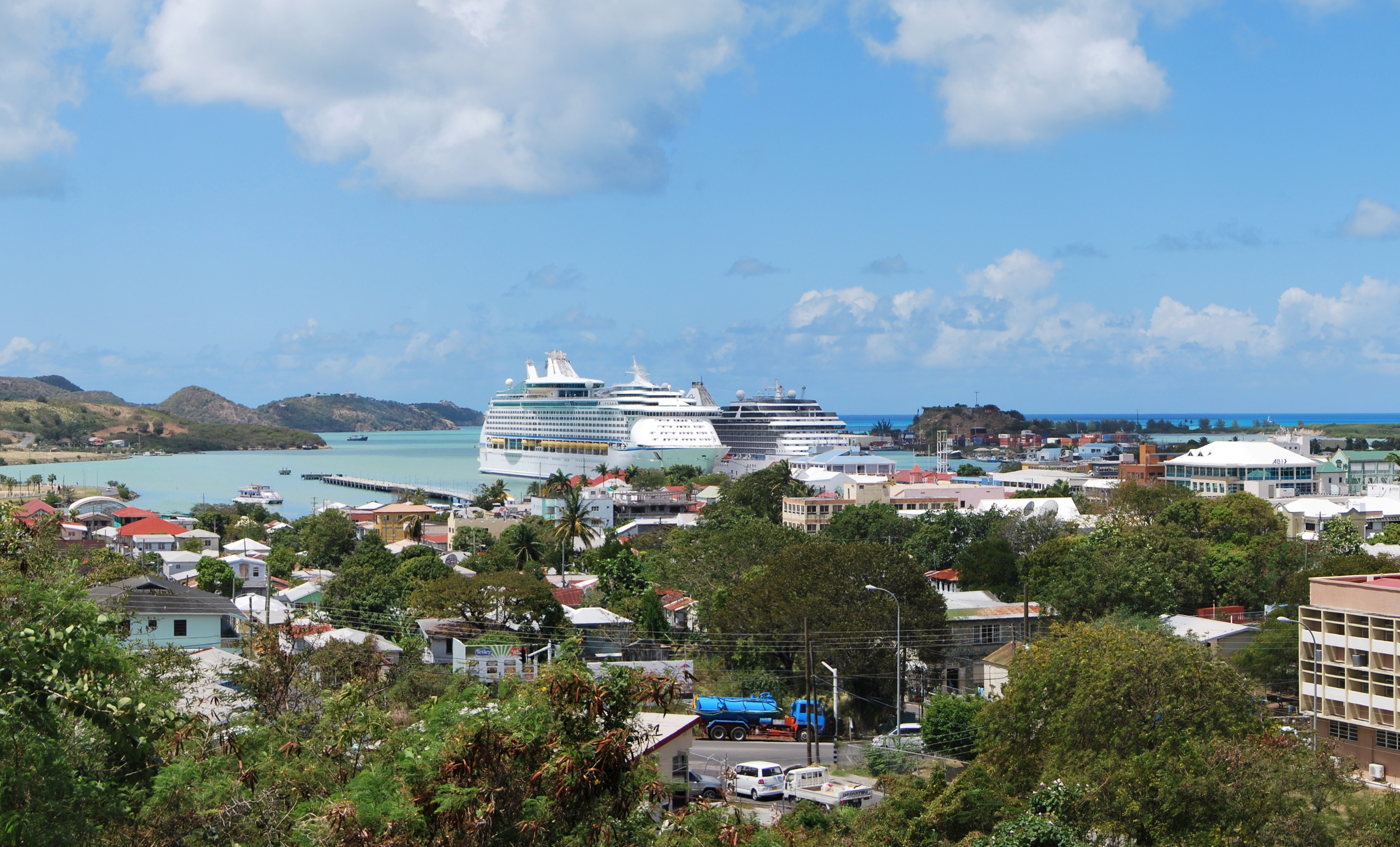
港口的郵輪

## 经济
安提瓜和巴布达的最主要的经济来源是旅游业，占国内生产总值的一半以上。自2000年开始的旅游业的萧条为安提瓜和巴布达带来了很大的困难。农业主要是自给。此外还有少数工业，主要是生产出口产品如床上用品、手工艺品和电子器件。离岸金融行业也是重要的经济部门，但美国人艾伦·斯坦福曾经以安提瓜为基地，制造了史上最大的庞氏骗局之一，骗取投资人80亿美元以上。这个事件很大程度上打击了金融业。
安提瓜的美利坚大学及安提瓜医科大学对当地的经济也很重要。安提瓜和巴布达政府试图召集运输业、通讯业和金融业企业来减轻它对旅游业的依赖。

## 人口
人口大约10万人左右。几乎所有居民信奉基督教。

## 文化、体育与宗教
安提瓜和巴布达的文化主要受到英国和非洲传统的影响。国球是板球，曾经于2007年举办板球世界杯。足球、帆船等也是很受欢迎的运动。
布倫丹·克里斯蒂安在2007年泛美運動會奪得100公尺銅牌和200公尺金牌。詹姆斯·格雷曼在跳高奪得銅牌。
米格爾·法蘭西斯是首位200公尺跑在20秒內的安地卡人。
安提瓜的两家报纸是《每日观察》（Daily Observer）和《加勒比时报》（Caribbean Times）。
77%的人口信仰基督教，其中英国国教（17.6%）是信众最多的。

## 軍事
安地卡及巴布達國防軍（Antigua and Barbuda Defence Force；），為安地卡及巴布達的軍事力量，常備兵力約170人，預備兵力約75人，是世界上最小的國家軍事部隊。

## 外部連結
- （英文）安地卡及巴布達政府網站 （页面存档备份，存于）
- （英文）安地卡及巴布達旅遊部網站
- 維基媒體的Antigua and Barbuda地圖集
- 中的“安提瓜和巴布达”